# António Pires de Lima
António de Magalhães Pires de Lima GCIH (Lisboa, 7 de abril de 1962) é um economista, administrador de empresas e político português. Foi ministro da Economia entre 2013 e 2015.

## Carreira

### Académica
É licenciado em Economia pela Faculdade de Ciências Económicas e Empresariais da Universidade Católica Portuguesa (1984).
Detém um MBA em Administração de Empresas pela Universidade de Navarra, IESE (1986), um AMP (Advanced Management Program) no INSEAD, Fontainebleau (1998), e múltiplas formações internacionais em programas de gestão, nomeadamente em Foundations of Private equity and Venture Capital pela Harvard Business School, Mergers & Acquisitions no IMD, Lausanne, ou Negotiation, pelo INSEAD.

### Empresarial
Fez carreira em empresas privadas, tendo exercido, entre outras funções, as de presidente da Comissão Executiva da Compal e da Nutricafés e de vice-presidente executivo da Nutrinveste.
Foi CEO da Unicer de junho de 2006 a julho de 2013. Em 2009 foi o vencedor do Best Leader Awards na categoria de "Líder em Internacionalização".
Em 2016 fundou a Best Anchor Capital & Services, sendo atualmente Operating Partner da Advent, Senior Adviser da Carlsberg, Consultor e CTO (Chief Transformation Officer) da Parfois e Adviser da empresa alimentar GL.
Paralelamente é administrador não executivo da Fundação de Serralves e da Media Capital.

### Política
Foi militante do CDS-PP, tendo anunciado a sua desfiliação do partido em outubro de 2021. Foi Vice-Presidente da Comissão Política Nacional de 2004 a 2005 e Presidente do Conselho Nacional de 2007 a janeiro de 2014. Foi eleito deputado à Assembleia da República nas VIII e X Legislaturas.
De julho de 2013 a novembro de 2015 ocupou o cargo de ministro da Economia no XIX Governo Constitucional de Portugal. A 6 de novembro de 2014 protagonizou um episódio irónico no Parlamento ao contestar a taxa turística proposta pelo então presidente da Câmara Municipal de Lisboa e líder da oposição, António Costa, pela forma como disse "Só espero que, depois de termos resistido à criação de taxas, por exemplo na área das dormidas, a administração local, nomeadamente aqui na zona de Lisboa, liderada pelo autarca que também é candidato a primeiro-ministro, António Costa, quando apresentar o orçamento da Câmara de Lisboa para 2015, tenha o mesmo poder de resistir à tentação que demonstrou o Governo".
Entre 2005 e 2014, foi presidente da Assembleia Municipal de Cascais, eleito pela coligação Viva Cascais (PPD/PSD.CDS-PP) nas eleições autárquicas de 2005, 2009 e 2013. Renunciou ao mandato a 5 de setembro de 2014, alegando incompatibilidade com o exercício das funções de ministro da Economia.
A 7 de março de 2016 foi agraciado com a Grã-Cruz da Ordem do Infante D. Henrique.

## Vida pessoal
É filho do ex-bastonário da Ordem dos Advogados António Pais Pires de Lima, filho de António Pedrosa Pires de Lima e neto materno duma Espanhola, filha do 3.º Marquês de Gerona, e de sua mulher Maria José Temudo Barata Pereira Dias de Magalhães, sobrinha-bisneta do 1.º Visconde de Rendufe. Os de Lima são descendentes por linha feminina de D. Leonel de Lima, 1.° Visconde de Vila Nova de Cerveira, e de sua mulher D. Filipa da Cunha. Casado, é pai de cinco filhas.